# 제39회 미국 작가 조합상
제39회 미국 작가 조합상은 1986년 뛰어난 활동을 보인 영화 작가를 기리기 위해 1987년 3월에 열린 시상식이다. [서부]LA, 비벌리 힐튼 호텔/[동부]뉴욕, 나이트클럽 세인트에서 개최되었다.

## 수상 및 후보

### 각본상
- 한나와 그 자매들 - 우디 앨런 수상

### 각색상
- 전망 좋은 방 - Ruth Prawer Jhabvala 수상

### 월계수상
- 우디 앨런 수상

### 발렌타인 데이비스 상
- William Froug 수상

### 모건 콕스 상
- 진 루버롤 수상